# Stilon Gorzów Wielkopolski (hokej na lodzie)
Stilon Gorzów Wielkopolski – polski klub hokejowy z Gorzowa Wielkopolskiego istniejący w latach 1965–1982.

## Historia klubu
Początki hokeja na lodzie w Gorzowie Wielkopolskim sięgają roku 1958, gdzie podstawy stworzył były zawodnik Legii Warszawa – Edmund Wadzyński. Pierwszym meczem hokejowym w Gorzowie Wielkopolskim był pojedynek Miejski Ośrodek Sportu – Studium Nauczycielskie (5:2). Potem były spotkania towarzyskie m.in. ze Spartą Szczecin, Spartą Złotów, Zjednoczonymi Września i Polonią Gryfino. 
W 1965 sekcję hokejową przejął ZKS Stilon i drużynę zgłoszono do rozgrywek mistrzowskich. Debiut nastąpił w styczniu 1966 roku w meczu z AZS Szczecin (3:5) rozgrywanym w ramach klasy A. W międzyczasie w Gorzowie Wielkopolskim powstało sztuczne lodowisko tzw. Lodostil, przy ul. Pomorskiej. 13-14 stycznia 1968 roku odbyły się na „Lodostilu” pierwsze mecze ligowe. Gorzowski klub uległ w nich drużynie Sparty Szczecin (1:16 i 0:18). Trzon ówczesnej sekcji stanowili głównie juniorzy.
15-17 lutego 1972 roku odbyły się w Gorzowie Wielkopolskim mistrzostwa Polski juniorów Federacji „Chemik”, w których pewnie zwyciężyła Unia Oświęcim przed Chemikiem Kędzierzyn-Koźle. Stilon uplasował się na 3 miejscu, przed Borutą Zgierz i Bzurą Chodaków.
W 1973 roku PZHL zakwalifikował drużynę seniorską Stilonu – do grupy północnej, zreorganizowanej II ligi. Przez kolejne 4 sezony gorzowski klub plasował się w czołówce rozgrywek ligowych: 4 miejsce (1973/1974), 3 miejsce (1974/1975), 5 miejsce (1975/1976) i 2 miejsce (1976/1977). W 1977 roku, w trakcie trwania rozgrywek nastąpiła reorganizacja. W wyniku utworzenia w 1978 roku jednogrupowej II ligi, Stilon po zajęciu 7 miejsca w swojej grupie, został zdegradowany do niższej klasy. Po dwóch sezonach ponownie awansował do II ligi, kończąc rozgrywki odpowiednio na 8 miejscu (1980/1981) i 3 miejscu (1981/1982).
Po zakończonym sezonie 1981/1982, ze względu na wysokie koszty utrzymania sekcji, zarząd ZKS Stilonu podjął decyzję o jej rozwiązaniu oraz o poddaniu „Lodostilu” gruntownej przebudowie. Z uwagi na brak środków finansowych nie podjęto jednak prac remontowych.

## Poszczególne sezony
- 1965/1966: ?. miejsce w klasie A (okręg szczeciński).
- 1966/1967: ?. miejsce w klasie A (okręg szczeciński).
- 1967/1968: 4. miejsce w klasie A (okręg szczeciński).
- 1968/1969: ?. miejsce w klasie A (okręg szczeciński).
- 1969/1970: 4. miejsce w lidze międzywojewódzkiej.
- 1970/1971: ?. miejsce w lidze międzywojewódzkiej.
- 1971/1972: ?. miejsce w lidze międzywojewódzkiej.
- 1972/1973: 3. miejsce w eliminacjach do II ligi awans[a].
- 1973/1974: 6. miejsce w II lidze (grupa północna).
- 1974/1975: 3. miejsce w II lidze (grupa północna).
- 1975/1976: 5. miejsce w II lidze (grupa północna).
- 1976/1977: 2. miejsce w II lidze (grupa północna).
- 1977/1978: 7. miejsce w II lidze (grupa północna) spadek.
- 1978/1979: 3. miejsce w III lidze w (grupa północna).
- 1979/1980: 1. miejsce w III lidze w (grupa północna) awans.
- 1980/1981: 8. miejsce w II lidze.
- 1981/1982: 3. miejsce w II lidze w (grupa północna).

## Hokeiści i trenerzy

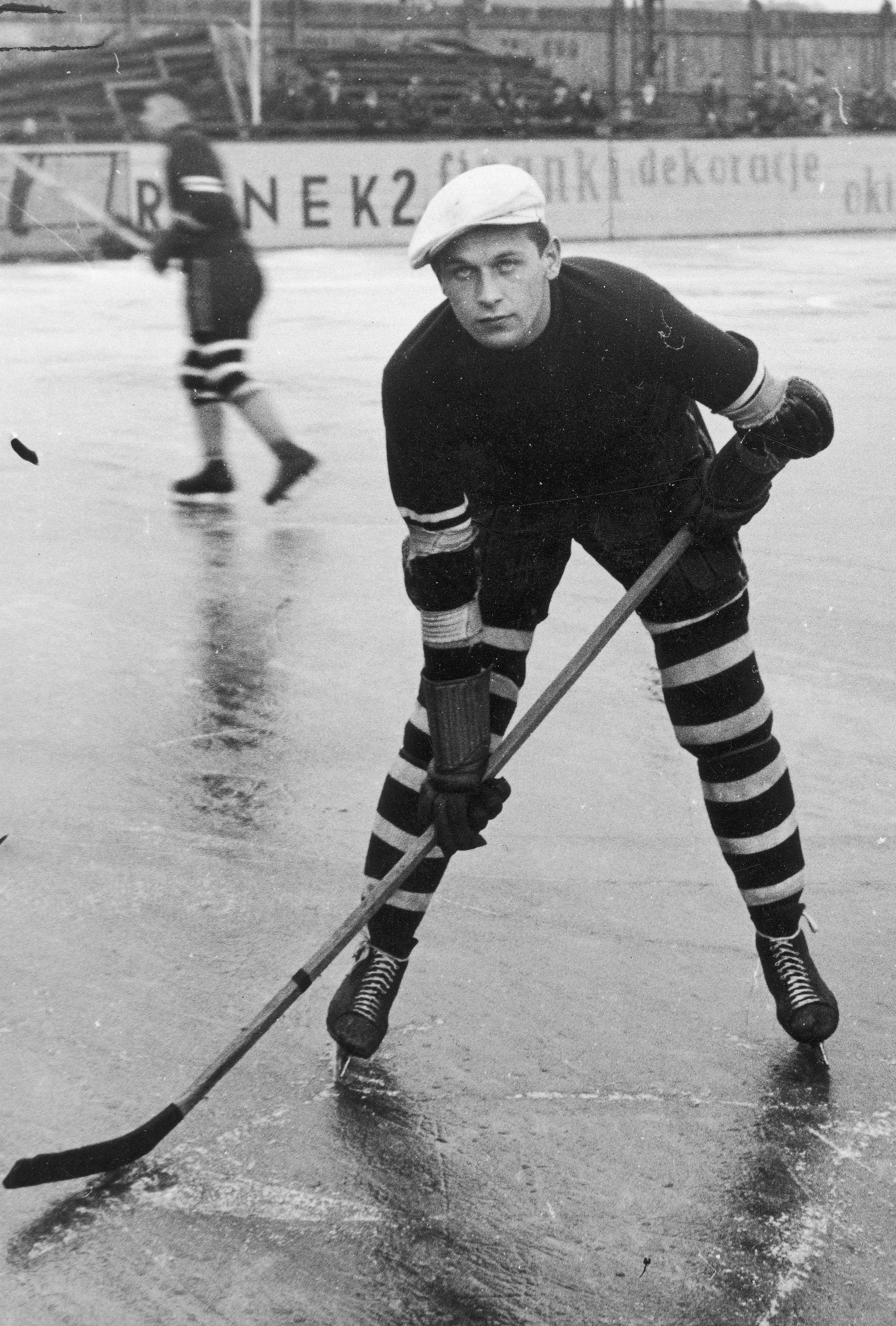
A. Wołkowski był trenerem drużyny w latach 1976–1982

Zawodnikami gorzowskiej drużyny byli m.in.: Zbigniew Antonowicz, Andrzej Bieleninik, Marek Borkowski, Wiesław Chojnicki, Wojciech Cieśla, Czesław Drozd, Sylwester Drozd, Andrzej Galiński, Marek Goliński, Czesław Hołowacz, Ryszard Husak, Andrzej Kargul, Zbigniew Kaźmierczyk, Jan Kopyść, Marek Lipiński, Andrzej Mateja, Marek Mistecki, Marek Nawrocki, Kazimierz Niedzielski, Renald Pietrzak, Krzysztof Pisarewicz, Krzysztof Prokopowicz, Janusz Ryń, Antoni Samujłowicz, Wiesław Świętkowski, Kazimierz Krzemiński, Jan Tokarski, Wiesław Wanecki, Stanisław Wołejsza i Marian Zawadzki.
Trenerami drużyny byli m.in.: Edmund Wadzyński, Jan Wieleba i Andrzej Wołkowski.
Z zawodników rodem z Gorzowa Wielkopolskiego największą karierę zrobili Czesław Drozd i Andrzej Bieleninik. Drozd grał kolejno w Stilonie, Stoczniowcu Gdańsk, Baildonie Katowice, Polonii Bytom, a potem w lidze fińskiej w Mikkelin Jukurit, HJK Helsinki i Ahmat Hyvinkaa. Ponadto pojechał wraz z reprezentacją Polski na Zimowe Igrzyska Olimpijskie 1984 roku w Sarajewie. Bieleninik po rozwiązaniu gorzowskiego klubu grał w Legii Warszawa (1977–1980) i ŁKS Łódź (1980–1985).